# فاكوندو ماتر
فاكوندو ليونيل ماتر (مواليد 23 يوليو 1998) هو لاعب كرة قدم محترف أرجنتيني، يشغل مركز خط الوسط في صفوف أرجنتينوس جونيورز ضمن الدوري الأرجنتيني الممتاز. وُلد في الأرجنتين، ويمثل المنتخب السوري على المستوى الدولي.

## المسيرة الكروية
بدأ فاكوندو ماتر مسيرته الاحترافية في يونيو 2016 مع نادي نوفيا شيكاغو، حيث كان ضمن قائمة البدلاء غير المستخدمة في مباراة دوري الدرجة الثانية الأرجنتيني (بريمييرا بي ناسيونال) ضد نادي لوس أنديس. ظهر لأول مرة في المباريات الاحترافية خلال موسم 2016–17 في مباراة ضد نادي أرجنتينوس جونيورز، ولاحقًا شارك في مباريات أخرى ضد أندية معهد أتليتيكو سنترال كوردوبا، تشاكاريتا جونيورز، وسان مارتين دي توكومان. اختير للمشاركة في سبع عشرة مباراة أخرى خلال موسم 2017–18.

## المسيرة الدولية
في 19 نوفمبر 2024، خاض فاكوندو ماتر أول مباراة دولية له مع منتخب سوريا في مباراة ودية انتهت بخسارة سوريا 0–4 أمام روسيا.

## إحصائيات المسيرة المهنية
| النادي       | الموسم   | الدوري                         | الدوري    | الدوري  | الكأس     | الكأس   | القارية   | القارية | أخرى      | أخرى    | الإجمالي  | الإجمالي |
| النادي       | الموسم   | القسم                          | المشاركات | الأهداف | المشاركات | الأهداف | المشاركات | الأهداف | المشاركات | الأهداف | المشاركات | الأهداف  |
| ------------ | -------- | ------------------------------ | --------- | ------- | --------- | ------- | --------- | ------- | --------- | ------- | --------- | -------- |
| نويفا شيكاغو | 2016     | دوري الدرجة الثانية الأرجنتيني | 0         | 0       | 0         | 0       | —         | —       | 0         | 0       | 0         | 0        |
| نويفا شيكاغو | 2016–17  | دوري الدرجة الثانية الأرجنتيني | 4         | 0       | 0         | 0       | —         | —       | 0         | 0       | 4         | 0        |
| نويفا شيكاغو | 2017–18  | دوري الدرجة الثانية الأرجنتيني | 17        | 0       | 0         | 0       | —         | —       | 0         | 0       | 17        | 0        |
| نويفا شيكاغو | 2018–19  | دوري الدرجة الثانية الأرجنتيني | 11        | 0       | 0         | 0       | —         | —       | 0         | 0       | 11        | 0        |
| الإجمالي     | الإجمالي | الإجمالي                       | 32        | 0       | 0         | 0       | —         | —       | 0         | 0       | 32        | 0        |